# Аль-Махди, Салах
Мухамед Ибн Абдеррахман Бен Салах Махди Шерифи (араб. صالح المهدي هو صالح بن عبد الرحمان بن محمد المهدي الشريف‎; 9 февраля 1925, Тунис, французская колония, ныне Тунис — 12 сентября 2014, там же) — тунисский композитор, исполнитель на национальных инструментах, дирижёр, музыковед, педагог и общественный деятель. Доктор музыковедения (1981). Автор музыки Национального гимна Туниса (до 1987 года).

## Биография
Родился в семье потомственных музыкантов. В 1941 году окончил Университет Зитуна. Учился так же в Университете Пуатье. С 1943 года преподавал в институте Рашидия, в 1949 году становится его директором. В конце 1950-х возглавлял так же отдел искусств Министерства национального образования. Был назначен редактором отдела по печати и массовым коммуникациям 11 ноября 1951 года, став музыкальным критиком в нескольких газетах. В театре он сыграл несколько ролей с труппой «El Kaoukab» в Тунисе . Много работал на радио. С 1961 года директор отдела музыки и искусства Министерства культуры Туниса. В 1957—1961 годах директор Национальной консерватории музыки, танца и народного искусства. Много концертировал, в том числе и в СССР. В 1969 году при его непосредственном участии был создан Тунисский симфонический оркестр, чьим дирижёром был долгое время. Автор музыковедческой работы о тунисской арабской музыке «La Musique arabe» (P., 1972). Он сочинил около 600 произведений, в том числе классические и народные песни, писал в восточном и западноевропейском стиле инструментальную музыку, камерную музыку и фортепианные пьесы, сочинения для скрипки и арфы , а также четыре симфонии .